# 임노동과 자본
〈임노동과 자본〉(독일어: Lohnarbeit und Kapital)은 카를 마르크스가 1847년에 작성한 소논문으로, 1849년 4월 《신 라인 신문》에 게재되었다. 마르크스의 대표작 《자본론》의 선구물이라고 널리 받아들여지고 있다.